# Uhlířské Janovice
Uhlířské Janovice (deutsch: Kohljanowitz) ist eine Kleinstadt im Bezirk Kutná Hora in Tschechien. Durch die Stadt fließt die Výrovka.

## Sehenswürdigkeiten
- Aloisiuskirche aus der Barockzeit
- Ägidiuskirche aus dem 13. Jahrhundert
- Glockentürmchen
- Ehemalige Synagoge
- Jüdischer Friedhof
- Rathaus
- Statue des Hl. Wenzel

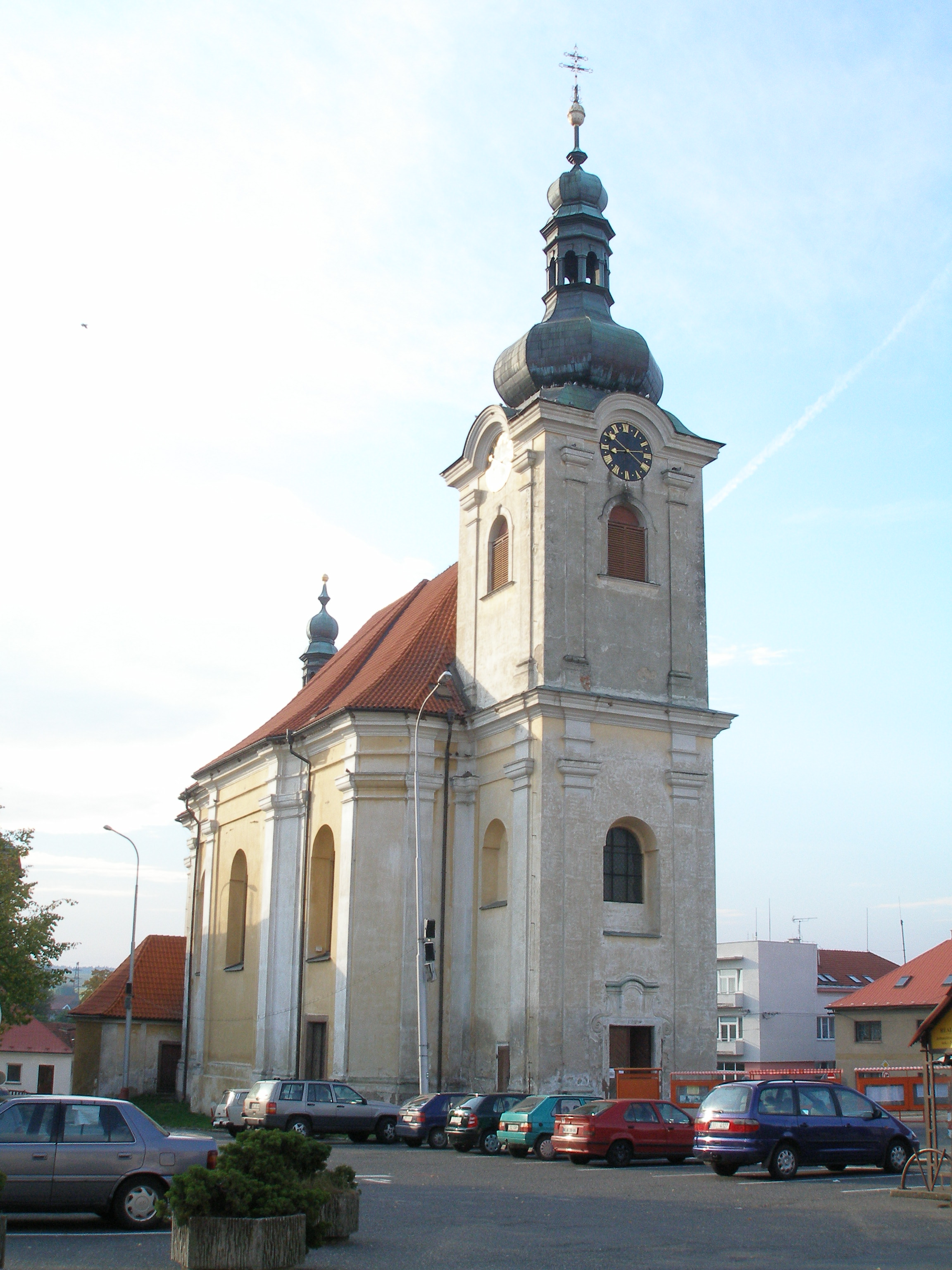
Pfarrkirche St. Aloisius
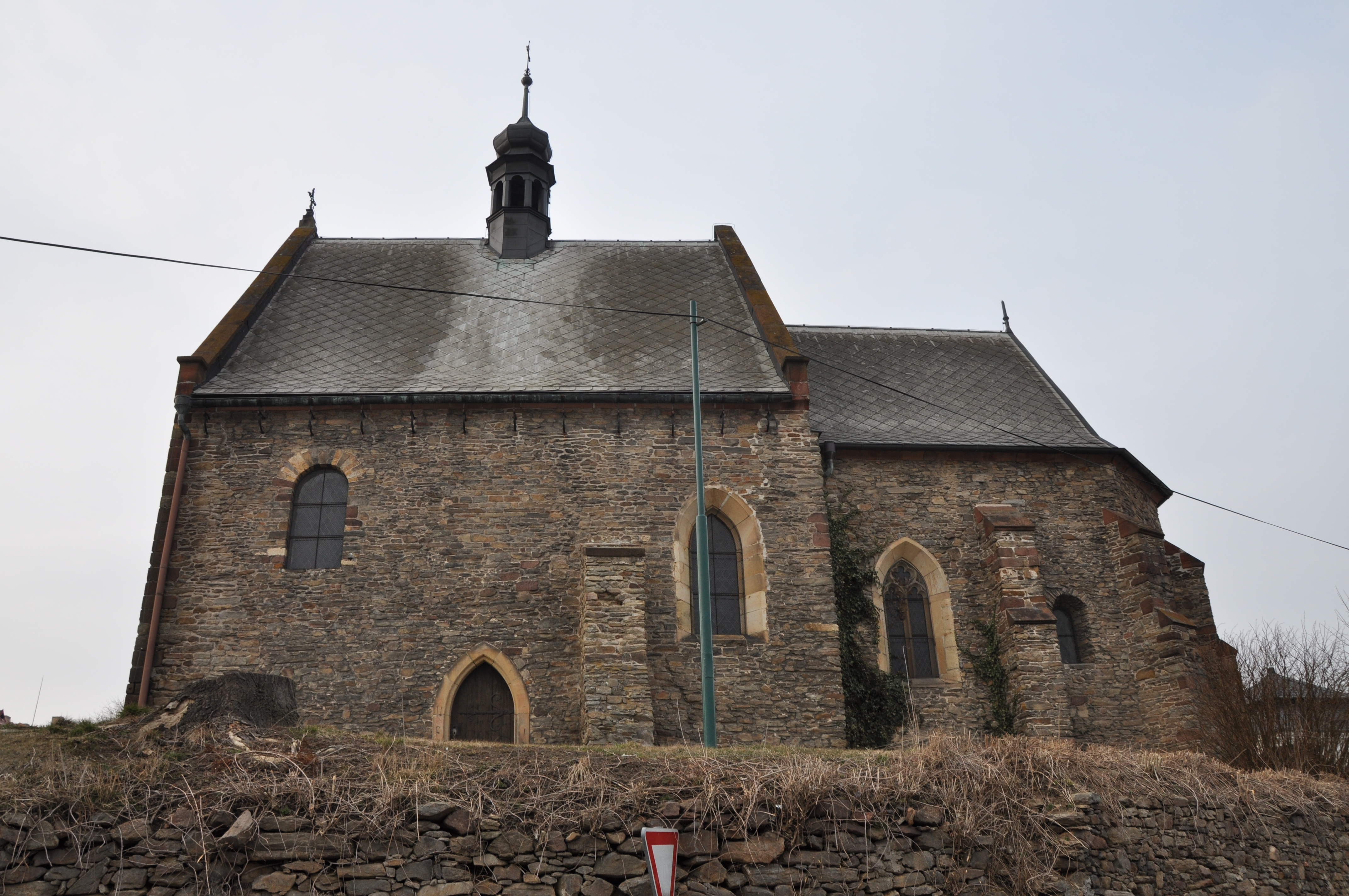
Ägidiuskirche
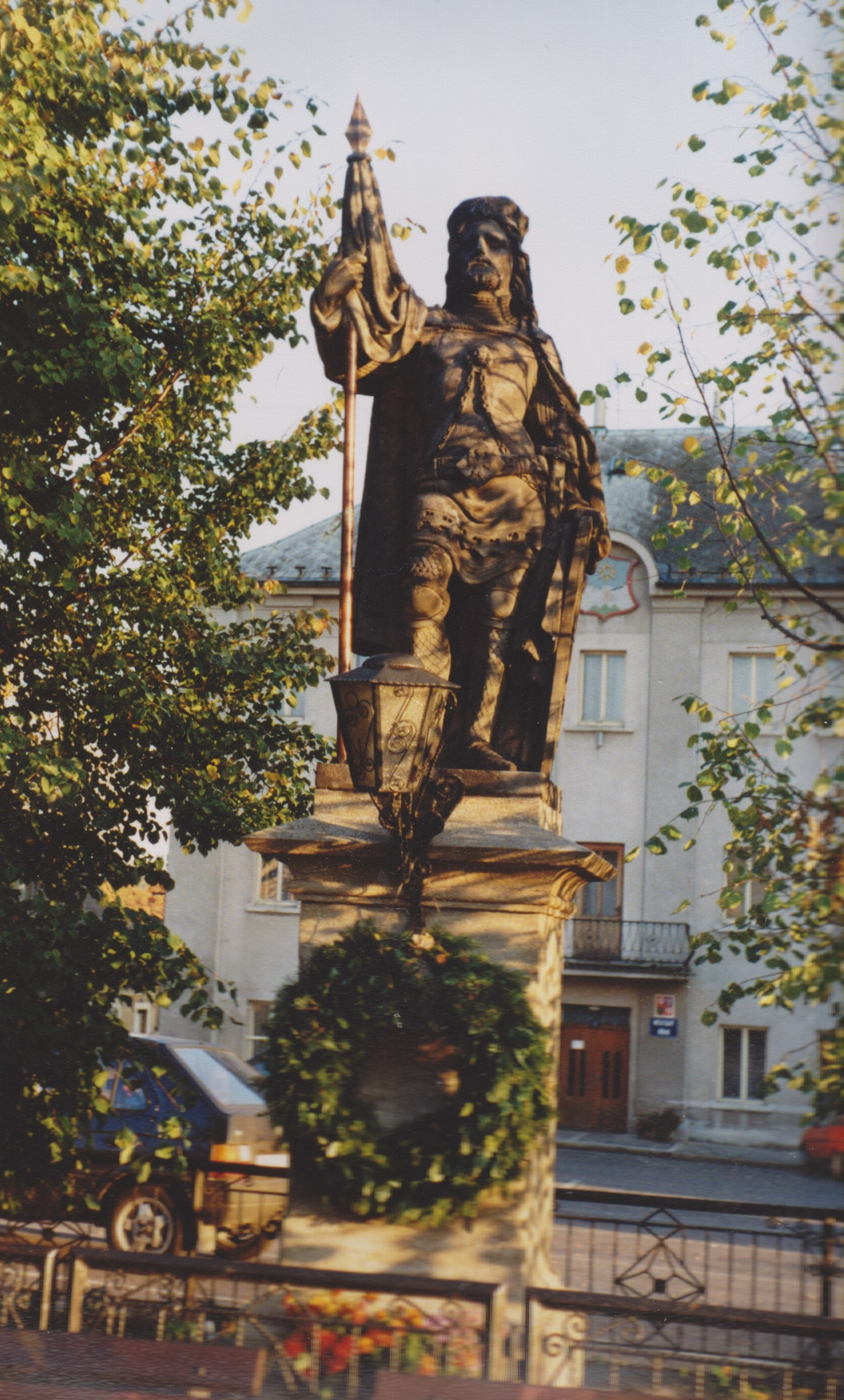
Wenzelstatue

## Persönlichkeiten
- Friedrich Friedländer (1825–1901), Maler
- Norbert Kubát (1863–1935), Organist und Geiger, Komponist zahlreicher Messen